# Cristianismo en el siglo III

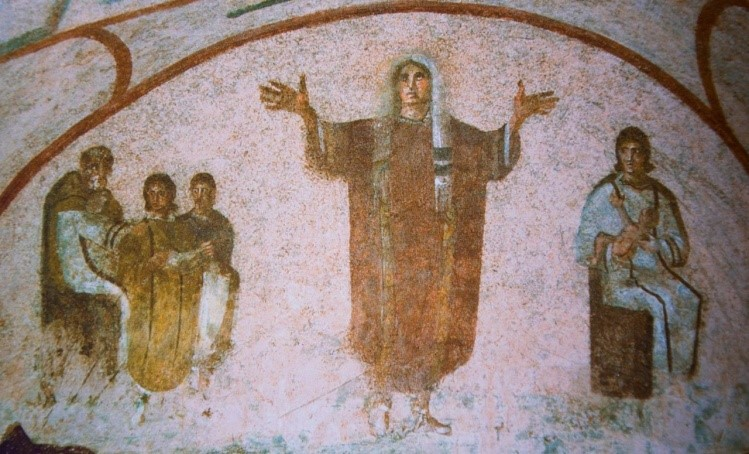
Pintura de las catacumbas de Priscila (Roma) con la figura del Orante en el centro.

El cristianismo en el siglo III, enmarcado en el cristianismo primitivo y en el período preniceno de la historia del cristianismo, se fue convirtiendo en una religión de masas y en muchas ciudades de la parte oriental del Imperio romano comenzó a ser mayoritaria. Según Ramón Teja, este crecimiento del cristianismo se explica por la grave crisis económica, política, militar y cultural que vivió el Imperio romano durante ese siglo. Según este historiador, entonces se produjo «el hundimiento de la escala de valores en que se basaba la cultura greco-romana» lo que proporcionó «un ambiente favorable a la difusión de nuevas religiones, que prometen, frente a los males de este mundo, una salvación y una vida feliz ultraterrena». No se tienen datos sobre el número de cristianos en el Imperio romano pero se calcula que a finales del siglo constituirían entre un 5 % y un 10 % de la población, todavía una minoría, pero un porcentaje que podría dar la medida de su notable expansión.

## La «Gran Iglesia»: la Iglesia «universal» (católica)
Desde el fin del siglo II a la corriente cristiana mayoritaria («ortodoxa»; opuesta a los movimientos «heréticos») se la comenzó a denominar la «Gran Iglesia». Como ha indicado Ramón Teja, «con los instrumentos de una rígida organización jerárquica, con el obispo a la cabeza y el Canon de escritos aceptados por todos como autoridad en materia doctrinal, a finales del siglo II el cristianismo está ya plenamente consolidado en forma de Iglesia, amplía su expansión geográfica y acoge en su seno a personas de todos los grupos y clases sociales. De simple secta religiosa desgajada del judaísmo ha pasado a ser una Iglesia de carácter universalista. Como indica el autor anónimo de la Epístola a Diogneto, obra preciosa de finales del siglo II, los cristianos constituyen ya en el mundo una nación nueva, aunque continúa la hostilidad popular y el recelo de la autoridades políticas».
Esta «Gran Iglesia» se define a sí misma como «universal» (católica, en griego). La primera mención del carácter católico («universal») de la Iglesia cristiana la hizo hacia 115 el obispo Ignacio de Antioquía en una carta pastoral que envió a los cristianos de Esmirna y en la que identificaba la «catolicidad» con el «cristianismo», un neologismo del que también fue el autor —compuesto sobre el modelo del término judaísmo—. El término fue utilizado con frecuencia a partir de entonces, especialmente a partir del siglo III. En 250 un mártir cristiano reivindicó en Esmirna su pertenencia a la Iglesia «católica» cuando fue interrogado por un juez, con el fin de distinguirse de otros movimientos sectarios. En 268 un grupo de obispos reunidos en Antioquía emplearon en un documento la palabra «católico» en el sentido geográfico de la «Iglesia que está bajo el cielo», en toda su extensión, y también en el sentido local de «Iglesia católica de Antioquía», por oposición a otras comunidades cristianas de la ciudad.
«Ninguna comunidad cristiana se consideró nunca a sí misma como una célula aislada de los demás», ha señalado José Fernández Ubiña. «La aspiración a la unidad perfecta de todos los cristianos» estuvo presente desde los inicios del cristianismo, ha indicado, por su parte, Claire Sotinel. Así lo prueba la acogida fraternal que las iglesias dispensaban a los cristianos de otras comunidades y, sobre todo, la intensa relación epistolar que mantuvieron entre todas ellas. Hay que tener presente que las cartas no eran privadas sino que en su mayoría eran documentos abiertos que se leían públicamente y se comentaban en las reuniones litúrgicas, y a menudo eran copiadas y reenviadas a otras iglesias. A partir de finales del siglo II y sobre todo en el siglo III a los viajes y a la correspondencia se sumaron los concilios, reuniones de obispos de una determinada región o «provincia».
Los más antiguos de los que se tienen noticia reunieron a varias iglesias de Asia Menor y en ellos fundamentalmente se abordaron los problemas planteados por los montanistas, aunque el territorio donde se celebraron con más frecuencia, ya en el siglo III, fue en el norte de África con los concilios de Cartago. En ellos se trató sobre todo de la cuestión de la posible reintegración en sus iglesias de los lapsi (aquellos cristianos que habían apostatado para evitar ser represaliados, especialmente durante las persecuciones de Decio y de Valentiniano). También se celebraron concilios «provinciales» en Alejandría, en Antioquía, en Roma y en otras ciudades del Imperio. Solo en uno de ellos se recurrió a la autoridad política, el emperador Aureliano, para que se cumpliera lo acordado: la destitución en 268 del obispo Pablo de Samosata por sus ideas monarquianas y por su comportamiento calificado como inmoral y prepotente.
Como en ocasiones también asistían obispos y clérigos de «provincias» cercanas, o más lejanas porque estaban de paso, los concilios «no sólo fortalecieron la cohesión doctrinal y disciplinaria de las iglesias locales, sino que contribuyeron a despertar su conciencia de pertenecer a una Iglesia católica, es decir, universal». Sin embargo, Claire Sotinel ha advertido que esto no quiere decir que existiera una «organización comunitaria "universal"», al menos hasta el siglo IV e incluso entonces «el motor principal de la unidad de las Iglesias en el imperio era... el poder imperial, el único competente para reunir concilios ecuménicos (otra palabra para "universal")». José Fernández Ubiña ha subrayado que «la llamada gran Iglesia es todavía una institución abierta» «como lo muestra la pluralidad de corrientes que perviven en su seno y la fuerte personalidad de muchas iglesias locales que, junto a Roma, mantuvieron intactas sus propias señas de identidad, como el caso de Lyon, Antioquía, Edesa, Cartago o Alejandría». El obispo Cipriano en el concilio de Cartago de 256 advirtió a los presentes que nadie era superior a los demás, ni podía arrogarse el título de «obispos de obispos».
A finales del siglo II y durante el III algunos obispos de Roma pretendieron establecer el primado de su sede sobre el resto de las iglesias, basándose en el hecho de que Roma era la capital del Imperio y de que su iglesia había sido fundada, según decían, por los apóstoles Pedro y Pablo de Tarso, «cosa históricamente incierta», según José Fernández Ubiña (de hecho presentaban a Pedro como el primer obispo de Roma, «lo cual resulta aún más anacrónico», según Fernández Ubiña). Desde luego, según este mismo historiador, «nada prueba que en los siglos I y II se le reconociera [a la iglesia de Roma] un rango o autoridad superior a otras iglesias... Eran muchas las que podían enorgullecerse de haber sido fundadas por Pablo o por otros apóstoles». «Las diferencias entre ellas eran aceptadas porque no había una pauta única, ni menos aún sacralizada». Fernández Ubiña aporta como prueba la controversia que mantuvieron a mediados del siglo II el obispo de Roma Aniceto y Policarpo de Esmirna sobre el día de celebración de la Pascua en la que no se llegó a ningún acuerdo y «ambos se separaron en paz» (la mayoría de las iglesias de Asia la conmemoraban, siguiendo el calendario hebreo, el día 14 de Nisán, por lo que eran llamados cuartodecimanos, mientras que las de Occidente o no la observaban o la celebraban el domingo siguiente).
El primer obispo de Roma que intentó imponer la liturgia y los usos de su iglesia sobre el resto fue Víctor (189-199) pero fracasó ya que no consiguió que se declara como fecha de la Pascua el domingo siguiente al 14 de Nisán, como era costumbre en las iglesias occidentales. Llegó a amenazar con la excomunión a los cuartodecimanos, mayoritarios en las orientales, lo que fue muy criticado por Ireneo de Lyón, quien reconoció el derecho de estos a seguir sus propias tradiciones, y ello a pesar de que el propio Ireneo reconocía una cierta preeminencia a la iglesia de Roma, aunque de orden exclusivamente espiritual.
El intento más decidido para imponer la doctrina y los usos romanos a otras iglesias, en este caso a las del norte de África, lo protagonizó el obispo Esteban I. Este se opuso a la decisión del concilio de Cartago de 256, presidido por el obispo Cipriano, de negar validez al bautismo administrado por herejes. Esteban defendía que no era necesario que se bautizaran de nuevo para reintegrarlos a la iglesia y que bastaría con una imposición de manos. Para intentar imponer su criterio Esteban defendió la supuesta preeminencia eclesiástica y jurídica de Roma, interpretando a su modo el tratado De unitate escrito por el propio obispo Cipriano, quien se opuso frontalmente a su pretensión. Cipriano contó con el apoyo de otros obispos, en particular de Firmiliano de Cesarea quien le envió una carta en la que se identificaba con la doctrina aprobada por el concilio de Cartago, además de criticar con dureza los argumentos esgrimidos por Esteban para sostener la supuesta posición hegemónica de Roma.

## Las persecuciones generalizadas de los cristianos (y la literatura martirial)
Hasta mediados del siglo III en que tuvo lugar la primera persecución generalizada de los cristianos —la persecución de Nerón del año 64 había sido un hecho aislado— la política seguida por los emperadores romanos se regía por el rescripto de Trajano de principios del siglo II que establecía la norma de condenar a los cristianos si eran denunciados (no de forma anónima y nunca perseguidos de oficio) y se reafirmaban en su fe y de perdonar a los que lo negaban, una postura cuya ambigüedad fue denunciada más tarde por Tertuliano: «establece que no hay que buscarlos, como si fuesen inocentes, pero los manda castigar como si fuesen criminales. Perdona y criminaliza a un tiempo, cierra los ojos y castiga al mismo tiempo». A principios del siglo IV el historiador cristiano Eusebio de Cesarea también señaló los resquicios que dejó la norma para que actuaran «los que querían hacernos mal».

Gracias a esto [el rescripto de Trajano] se extinguió en cierto modo la persecución, que amenazaba afectar terriblemente, mas no por eso faltaron pretextos a los que querían hacernos mal. Unas veces eran las poblaciones, otras las mismas autoridades locales las que preparaban las acechanzas contra nosotros, de manera que, aun sin persecuciones manifiestas, se encendieron focos parciales, según las provincias, y gran número de creyentes combatieron en diversos géneros de martirio.

En efecto, como ha señalado Ramón Teja, hasta el 250 el «el cristianismo no fue prohibido por ninguna disposición legal de tipo general, pero los cristianos vivían en una situación incómoda e insegura». Especialmente a partir de la segunda mitad del siglo II tuvieron que sufrir actuaciones aisladas y limitadas de algunas autoridades provinciales y locales que respondían a las denuncias presentadas contra los cristianos, movidas por el creciente sentimiento popular anticristiano que se fue extendiendo en muchas ciudades del Imperio y que en alguna ocasión dio lugar a estallidos de violencia como en Lyon, Cartago o Alejandría. También en alguna ocasión como resultado de «provocaciones de algunos cristianos ansiosos de alcanzar el martirio». Así durante este tiempo, como ha indicado Teja, «el tema cristiano fue más un problema de orden público y de policía que un problema político».
Al parecer, el primer emperador que comenzó a considerar a los cristianos como una amenaza a su autoridad fue Septimio Severo, lo que explicaría que en 202 promulgara un decreto para frenar el proselitismo cristiano (y judío). En aplicación del mismo muchos centros de culto y escuelas cristianas fueron cerradas y se produjo un incremento del   número de mártires, sobre todo en Oriente y en el norte de África. Sin embargo, los sucesores de Septimio Severo se mostraron tolerantes, en especial Alejandro Severo (222-235), e incluso uno de ellos, Filipo el Árabe (244-249), fue abiertamente filocristiano (si es que no llegó a convertirse). Esta tolerancia abierta favoreció la consolidación de las iglesias cristianas más importantes como las de Roma, Cartago y Alejandría, y la expansión de sus áreas de influencia.

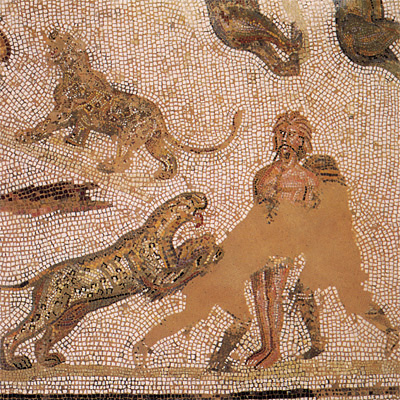
Mosaico del que muestra la damnatio ad bestias, una de las formas de ajusticiar a los cristianos.

La situación cambió radicalmente con el emperador Decio, el inmediato sucesor de Filipo el Árabe. En 250 decretó la primera persecución generalizada de los cristianos —los culpó de causar la peste con su ritos de magia negra—, a la que siguió la decretada por Valeriano en 257 dirigida específicamente contra el clero cristiano. En ambos casos se trató de obligar a los cristianos a cumplir con los rituales públicos del culto al emperador y del culto a los dioses romanos tradicionales. Fueron muchos los cristianos que se negaron y sufrieron por ello el martirio, aunque fueron muchos más los que cedieron. Le siguió una nueva etapa de tolerancia religiosa durante la cual se produjo una división en el seno de las comunidades cristianas sobre la cuestión de si debían volver a ser admitidos en su seno a aquellos que habían apostasiado (lapsi) aunque lo hubieran hecho solo para salvar sus vidas y hubieran mantenido su fe. El conflicto más agudo se planteó en la provincia del África proconsular, dando lugar al donatismo, que sería declarado «herético» y cuyo antecedente más inmediato fue el novacianismo.
A principios del siglo IV tuvo lugar la «Gran Persecución» ordenada por el emperador Diocleciano en 303 agravada en sucesivos decretos. Fue la persecución más cruenta y duradera que sufrieron los cristianos durante el Imperio romano y se enmarca en la política de este emperador de reestructurar y consolidar las bases políticas del Imperio mediante el sistema de la Tetrarquía —poniendo fin a los turbulentos años de la Anarquía militar (235-284)— y que estuvo acompañada de un intento de restauración del culto tradicional romano. Tras la abdicación de Diocleciano en 305 la persecución se suavizó en Occidente bajo el reinado de Constancio Cloro pero continuó en Oriente bajo Galerio, hasta que este en 311, en su lecho de muerte, promulgó un edicto de tolerancia que acabó con la persecución. Sería confirmado por el «Edicto de Milán» de 313. Finalmente la conversión al cristianismo en 312 del emperador Constantino el Grande, hijo de Constancio Cloro, «cambió completamente el rumbo de la historia de Roma y del cristianismo». Con él el cristianismo pasó a ser la religión protegida por el Estado hasta que bajo Teodosio (Edicto de Tesalónica de 380) se convirtió en la religión oficial del Imperio romano.
La literatura martirial
A partir del siglo II se propagó una abundante literatura martirial, que nació del deseo de dar testimonio del heroísmo de los cristianos que habían muerto por su fe, y que se desarrolló en dos géneros diferentes: las Actas de los Mártires y las Pasiones o Gesta (Martyria, en griego). Las Actas intentaban reproducir el proceso judicial al que era sometido el cristiano hasta llegar al martirio (se podían inspirar en los documentos oficiales romanos pero no eran una copia de ellos); las Pasiones o Gesta se centraban en la narración de las torturas y la muerte de los mártires. Sin embargo, la mayoría de estos escritos son muy posteriores a los hechos que relatan y su validez histórica es muy dudosa, por lo que habría que calificarlos más bien como leyendas y encuadrarlos en el ámbito de la hagiografía. El texto verdadero más antiguo de Actas que se ha conservado es de Los mártires escilitanos (la narración de los interrogatorios y torturas sufridos por unos cristianos de la localidad de Escili, en la provincia romana de Numidia, condenados y ejecutados en 180). Otros textos antiguos destacados, también considerados auténticos, son el Martirio de Policarpo, ocurrido entre el 156 y el 157, y la carta reproducida por Eusebio de Cesarea en la que se narran los interrogatorios, tortura y muerte de los Mártires de Lyon en 177.
Este tipo de escritos, que alcanzaron una gran difusión entre las iglesias cristianas, sirvieron eficazmente para difundir y consolidar la nueva fe. El apologeta cristiano Tertuliano se hizo eco del enorme impacto popular de los martirios, acrecentando el número de creyente, cuando escribió: «la sangre de los mártires fue semilla de cristianos». Además, las Actas sirvieron para difundir el culto de los mártires, en cuanto que se creía que podían interceder ante Dios.

## La apologética cristiana: Tertuliano y Orígenes
Tertuliano y Orígenes están considerados como los apologetas cristianos más importantes del siglo III y probablemente de toda la Antigüedad. Ambos se ocuparon del tema de la «trinidad», un término griego (triás) introducido por el apologeta Teófilo de Antioquía en 170 para referirse a la unión de las tres hipóstasis divinas (Dios Padre, el Logos (Dios Hijo) y la Sabiduraía divina). La única referencia evangélica a la «trinidad» se encuentra al final del Evangelio de Mateo: «Id y haced discípulos de todas las naciones y bautizados para consagrarlos al Padre y al Hijo y al Espíritu Santo». Sin embargo, Jesús Mosterín sostiene que «se trata de algo burdamente añadido en las revisiones posteriores del texto» porque «en la predicación de Jesús no aparece otra idea de Dios distinta de la judía tradicional» que «siempre ha mantenido la unicidad de Dios» (en el Deuteronomio se dice: «Escucha, Israel: el Señor, nuestro Dios, es solamente uno»).

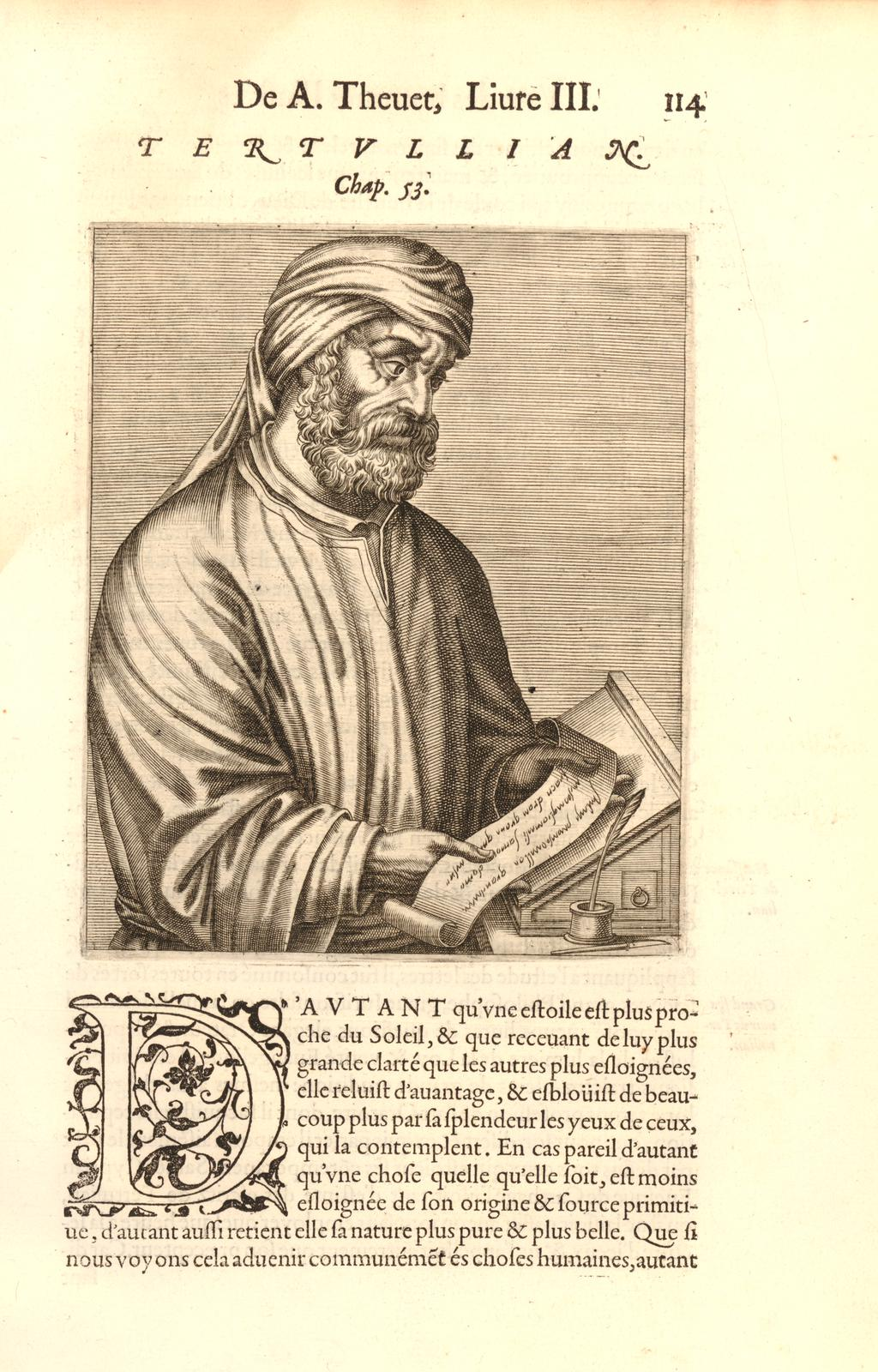
Retrato imaginario de Tertuliano incluido en el libro Les vrais pourtraits et vies des hommes illustres publicado en París en 1584.

Tertuliano (155-230), «el mayor apologeta de Occidente», se convirtió al cristianismo a una edad muy avanzada, a los cuarenta y cuatro años, y fue presbítero de la iglesia de Cartago, aunque la acabaría abandonando al considerarla poco acorde con su concepción rigorista del cristianismo para derivar hacia el montanismo (aunque finalmente también se apartó de él para fundar su propia secta). Tertuliano rechazaba de plano la filosofía griega, que conocía bien, porque consideraba que «todas las herejías en último término tienen su origen» en ella. «Es el miserable Aristóteles el que les ha instruido en la dialéctica... siempre dispuesta a reexaminarlo todo, porque jamás admite que algo esté suficientemente probado. [...] Quédese para Atenas esta sabiduría humana y adulteradora de la verdad... No tenemos necesidad de curiosear, una vez vino Jesucristo, ni hemos de investigar después del Evangelio. Creemos, y no deseamos nada más allá de la fe», escribió en De Praescriptione haereticorum. Además criticó con extrema vehemencia los espectáculos romanos (las carreras de carros, los combates de gladiadores, las obras de teatro, las competiciones deportivas) porque derivaban en la idolatría y agitaban los ánimos (se regocija de que los comediantes, los atletas, los aurigas, los gladiadores, los autores de obras de teatro, etc. arderán todos ellos «en la oscuridad más profunda»).
Tertuliano, considerado como el creador de la teología en latín, fue el primer autor que desarrolló la doctrina de la «trinidad» que se acabará imponiendo en el siglo siguiente aunque con alguna diferencia. Considera a Cristo el Logos de Dios y por tanto Dios, pero no lo sitúa exactamente al mismo nivel que el Padre porque no es coeterno, comenzó a existir solo cuando este lo engendró («Hubo un tiempo en el que ni el pecado existía frente a Él, ni tampoco el Hijo; el primero lo constituyó de Señor en Juez y el último en Padre», escribió en Adversus Hermogenem). A pesar de estos matices Tertuliano sentó las bases de la doctrina trinitaria además de ser el primero en usar la palabra latina trinitas (trinidad). Para Tertuliano la «Trinidad» es la unión de tres personas distintas (el Padre, el Hijo y el Espíritu Santo) en una única sustancia o esencia o entidad: tres pesonae, una substantia (en griego, tres hypostáseis, homooúsios). «Los tres son uno, por el hecho de que los tres proceden de uno, por unidad de esencia», escribió en Adversus Praxeam, una obra dedicada a refutar el modalismo, doctrina defendida por Práxeas que afirmaba que el Padre y el Hijo y el Espíritu Santo eran tres modos diferentes de presentarse Dios. Según Tertuliano, Dios es uno y trino a la vez. En cuanto al Hijo afirmó que en él había una sola persona, pero dos esencias o substancias: la divina y la humana.

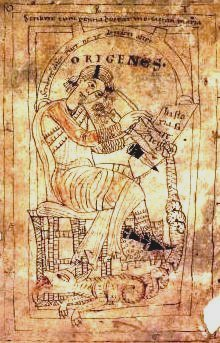
Orígenes en su escritorio (miniatura de un manuscrito del).

Orígenes (c. 185-254) nació en el seno de una familia cristiana (su padre murió mártir durante la persecución de 202, bajo el emperador Septimio Severo). Siendo joven se emasculó siguiendo la perícopa de Mt 19:12. Sucedió a su maestro Clemente al frente de la famosa Escuela catequística de Alejandría (Didaskaleion), en la que no sólo se enseñaba la doctrina y la moral cristianas sino también disciplinas científicas y filosóficas.  Su profundo interés por la Biblia y por descubrir el significado auténtico de sus textos le llevó a editar la Hexapla, una edición en seis columnas paralelas del texto hebreo original acompañado de una transliteración al alfabeto griego y de cuatro traducciones distintas a esa misma lengua, una de ellas la Septuaginta. Entre sus numerosísimas obras —escritas gracias a que pudo contar con un numeroso grupo de ayudantes, entre «taquígrafos», escribanos, correctores y copistas— se encuentra De Principis ('Sobre los primeros principios'), considerada el primer tratado sistemático de teología cristiana (en griego), y la obra apologética Contra Celso (Katà Kélsou), «la obra cumbre de la apologética cristiana», según Ramón Teja. Fue expulsado de Alejandría acusado de «herejía» por el obispo Demetrio, entre otras razones por defender que los demonios también se salvarían, encontrando refugio en Cesarea de Palestina, donde había sido ordenado presbítero por su obispo. A pesar de todas estas vicisitudes Orígenes siguió atrayendo discípulos y se convirtió en el «sabio más erudito y admirado de la cristiandad, el primer teólogo profesional», según Jesús Mosterín.
Contrariamente a Tertuliano, Orígenes afirmó que el Hijo, y el Espíritu Santo, engendrados por el Padre, existían desde toda la eternidad, por lo que eran iguales, concepción de la Trinidad que sería la aceptada por la ortodoxia posterior establecida en el Concilio de Nicea de 325. También a diferencia de Tertuliano valorará positivamente las herramientas racionales que proporciona la filosofía para explicar el mensaje cristiano. En este sentido se ha afirmado que «la espiritualidad de Orígenes es intelectualista». Esto se refleja en su propuesta de cómo debía abordarse la «lectura» de la Biblia —consideró que debía ser interpretada alegóricamente, a partir de un cierto esfuerzo  hermenéutico, para mostrar así el mensaje divino subyacente—. También en su concepción de que Dios es pura inteligencia y de que el alma es eterna, idea tomada de Platón —ya existía antes de nacer, unida a Dios, y seguirá existiendo después de morir, volviendo a unirse a Dios—. A diferencia de los gnósticos Orígenes no piensa que mundo material sea malo, sino un instrumento creado por Dios para ayudar a las almas caídas a limpiarse y acercarse de nuevo a Él. «Esta grandiosa concepción de Orígenes, en la que un Dios que es el Bien mismo acaba salvando a todas sus criaturas, incluso a los demonios, no fue apreciada por los cristianos más fanáticos y mediocres, que en vida lo envolvieron en continuas controversias y tras su muerte trataron de quemar o destruir todas sus obras, cosa que desgraciadamente casi consiguieron», ha afirmado Jesús Mosterín.
Orígenes, como otros muchos cristianos, se negó a cumplir el decreto del emperador Decio de 249 que obligaba a realizar un sacrificio a los dioses por la seguridad del Imperio. Fue encarcelado y cruelmente torturado, dejándolo inválido e incapacitado para cualquier actividad. Fue puesto en libertad lo que le privó de la condición de mártir. Sus últimos años de vida fueron una miserable, oscura y lenta agonía hasta que murió en 254. En el siglo VI el emperador bizantino Justiniano convocó el Segundo Concilio de Constantinopla que condenó todos sus escritos y se dio la orden de que fueran destruidos. «La ingente obra de Orígenes fue reducida a cenizas», ha señalado Mosterín.

## La «herejía» arriana
En la discusión sobre la «Trinidad» todos los participantes estaban de acuerdo en que tanto Dios Padre como Dios Hijo eran Dios. La discrepancia venía en torno a si ambos lo eran en el mismo sentido, constituyendo una misma sustancia (homooúsios), o lo eran solamente en un sentido meramente parecido, constituyendo sustancias semejantes (homoioúsios). El problema de fondo era resolver la cuestión de la naturaleza de Jesús/Cristo.
Arrio, presbítero de Alejandría, predicó que el Hijo (el Logos) estaba subordinado al Padre en cuanto que era una creación de éste (no era, pues, eterno) y por tanto no eran de la misma sustancia (no eran homooúsios). En 318 se enfrentó dialécticamente con su obispo Alejandro de Alejandría que defendía la posición contraria. Este convocó un sínodo de obispos de Egipto que condenó a Arrio como hereje, lo que no impidió que su posición teológica (conocida como arrianismo) alcanzara una gran difusión.
Para intentar poner fin a la «disputa arriana» el emperador Constantino el Grande, convertido al cristianismo en 312, convocó el Concilio de Nicea (325), al que asistieron tanto Arrio como Alejandro, este último acompañado de su joven secretario Atanasio. El sínodo resultó tumultuoso —Arrio fue agredido por Nicolás de Mira— y finalmente la doctrina de Arrio fue condenada como herejía y se aprobó que el Padre y el Hijo eran de la misma sustancia (eran homooúsios). Constantino ordenó el destierro de Arrio y la quema y destrucción de sus libros, incluida su obra principal Thalía. Sin embargo, el arrianismo no desapareció y el propio Constantino reconsideró su postura —probablemente influido por el obispo Eusebio de Nicomedia, valedor del arrianismo— y rehabilitó a Arrio (y al mismo tiempo desterró a Atanasio, quien, como nuevo obispo de Alejandría tras la muerte de Alejandro, se había convertido en el principal impugnador de la doctrina arriana). Arrio murió de forma súbita y horrenda en 336, seguramente envenenado, cuando se dirigía a la ceremonia eclesiástica en que iba a ser readmitido en el seno de la Iglesia. Atanasio, que recuperó el obispado de Alejandría tras la muerte de Constantino y de su hijo Constancio II (a quien Atanasio describió como el antecesor del Anticristo), extendió la doctrina trinitaria ortodoxa al Espíritu Santo (que también sería homooúsios con el Padre y el Hijo) y logró que se aprobara en el Concilio de Constantinopla de 381, lo quedó expresado en el nuevo símbolo niceno-constantinopolitano.

## Inicios del monacato (en Oriente)
En la segunda mitad del siglo III algunos cristianos decidieron retirarse al desierto, que siempre había figurado en el imaginario colectivo como un lugar de purificación. En un momento en que no se podía alcanzar el martirio porque las persecuciones habían cesado, era una forma de estar «muertos para el mundo». Se llamaban anacoretas (del griego anakhoréo, 'retirarse') o eremitas (de éremos, 'desierto') o ascetas (de áskesis, 'entrenamiento') o monjes (de monakhós, 'solitario'). Se retiraban  a un lugar apartado, tras haber abandonado su casa, su familia y sus actividades, para vivir en la pobreza y el celibato, entregados a la penitencia y a la oración. Lo hacían individualmente aislados unos de otros.

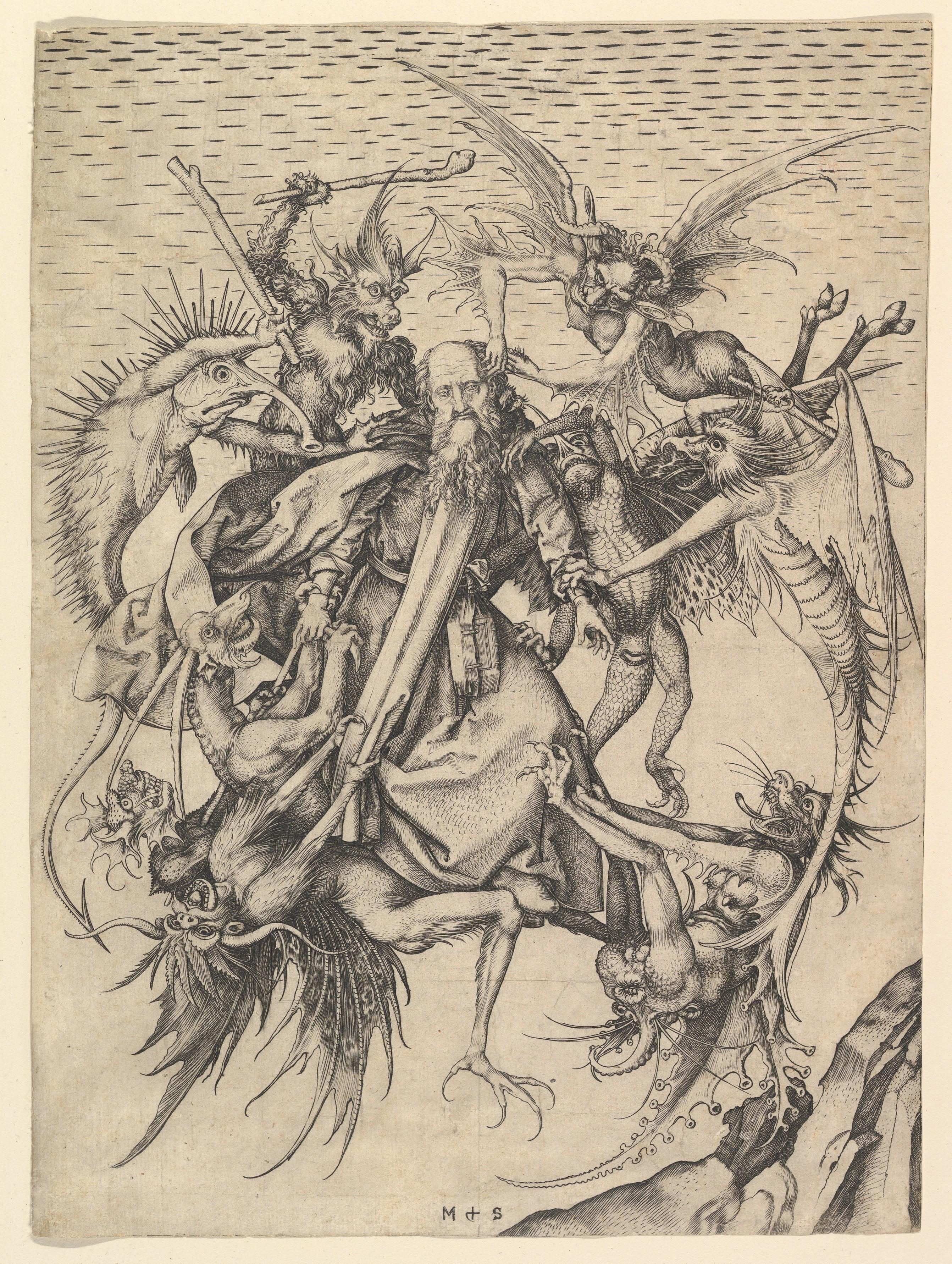
La tentación de San Antonio (c. 1475) de Martin Schongauer (1448-1491).

El primer anacoreta famoso fue Antonio (251-356), nacido en el seno de una rica familia de Egipto. Tras escuchar un sermón que hablaba del pasaje del Evangelio en que se aconseja desprenderse de las riquezas y entregarlas a los pobres decidió retirarse primero a un cementerio y luego al desierto de Tebaida (instalándose en un sepulcro). La fama de santidad de Antonio atrajo a muchos admiradores por lo que acabó fundando una comunidad en el monte Colzim. Atanasio de Alejandría escribió Vida de Antonio, una obra muy leída en la que relató su lucha contra los demonios que le tentaban o le atacaban (un tema reiteradamente representado en la iconografía cristiana posterior). Así describió Atanasio uno de los ataques de los demonios:

El diablo se transformó en formas malignas. Por la noche hizo tal ruido, que todo el lugar parecía temblar. Los diablos rompieron las cuatro paredes del sepulcro; se colaron a través de los muros, transformándose en bestias y en serpientes. El sepulcro se llenó de imágenes de leones, de osos, de leopardos, de serpientes, de toros, de áspides, de escorpiones y de lobos. Cada fiera se comportaba según su carácter. [...] Todas las fieras gritaban con ira, cada una con su ruido. [...] Antonio gemía a causa de los dolores del cuerpo, pero su mente permanecía despierta.

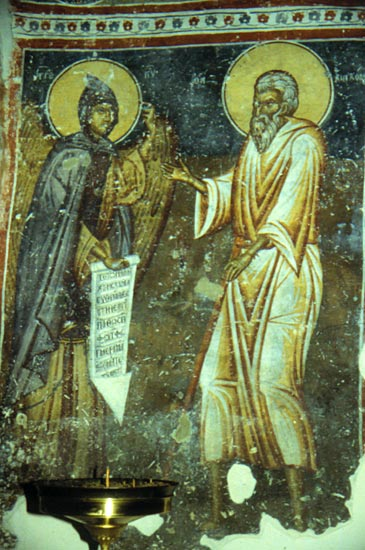
Un ángel entrega la Regla a Pacomio, fresco del en un monasterio bizantino de Doldeni (Macedonia del Norte).

A principios del siglo IV algunos anacoretas decidieron agruparse en cenobios (del griego koinóbion, de koinós bíos, 'vida en común). El primero fue fundado por Pacomio (292-346) en Tabennisi, una isla del Nilo en el Alto Egipto. Para regular la vida en común, intentando combinar el trabajo manual con la oración, Pacomio escribió (en copto, su lengua) una regla que sería seguida por otras comunidades de anacoretas, por lo que se le considera el fundador del movimiento cenobítico. Su regla fue el primer reglamento del monacato cristiano y el precedente de las reglas de Basilio de Cesarea en Oriente y de Benito de Nursia en Occidente. A Pacomio lo llamaban en los cenobios que fundó abba ('padre'), de donde deriva la palaba «abad» con la que se designará al superior de un monasterio.

## Los primeros templos y las primeras imágenes
Todavía a principios del siglo III Clemente de Alejandría destacaba la peculiaridad de los cristianos de que no necesitaban templos para venerar a su Dios. Ellos mismos eran el templo de Cristo, lo que, por otro lado, desconcertaba a griegos y romanos: «Nosotros somos templo de Dios vivo», había escrito Pablo en la segunda epístola a los corintios (2Cor 6:16); «El Dios que hizo el mundo y todo lo que contiene, él que es Señor del cielo y de la tierra, no habita en templos construidos por hombres, ni lo sirven manos humanas...», dijo también Pablo en Atenas, según relatan los Hechos de los Apóstoles (Hch 17: 24-25). Clemente de Alejandría escribió:

¿No es cierto que nosotros no encerramos en templos hechos por manos al que contiene todo? Pues ¿qué obra de albañiles, de canteros, de arte servil podrá ser santa? [...] Llamo iglesia no al recinto, sino a la congregación de los elegidos. Mejor es este templo para aposentar la grandeza de la dignidad de Dios.

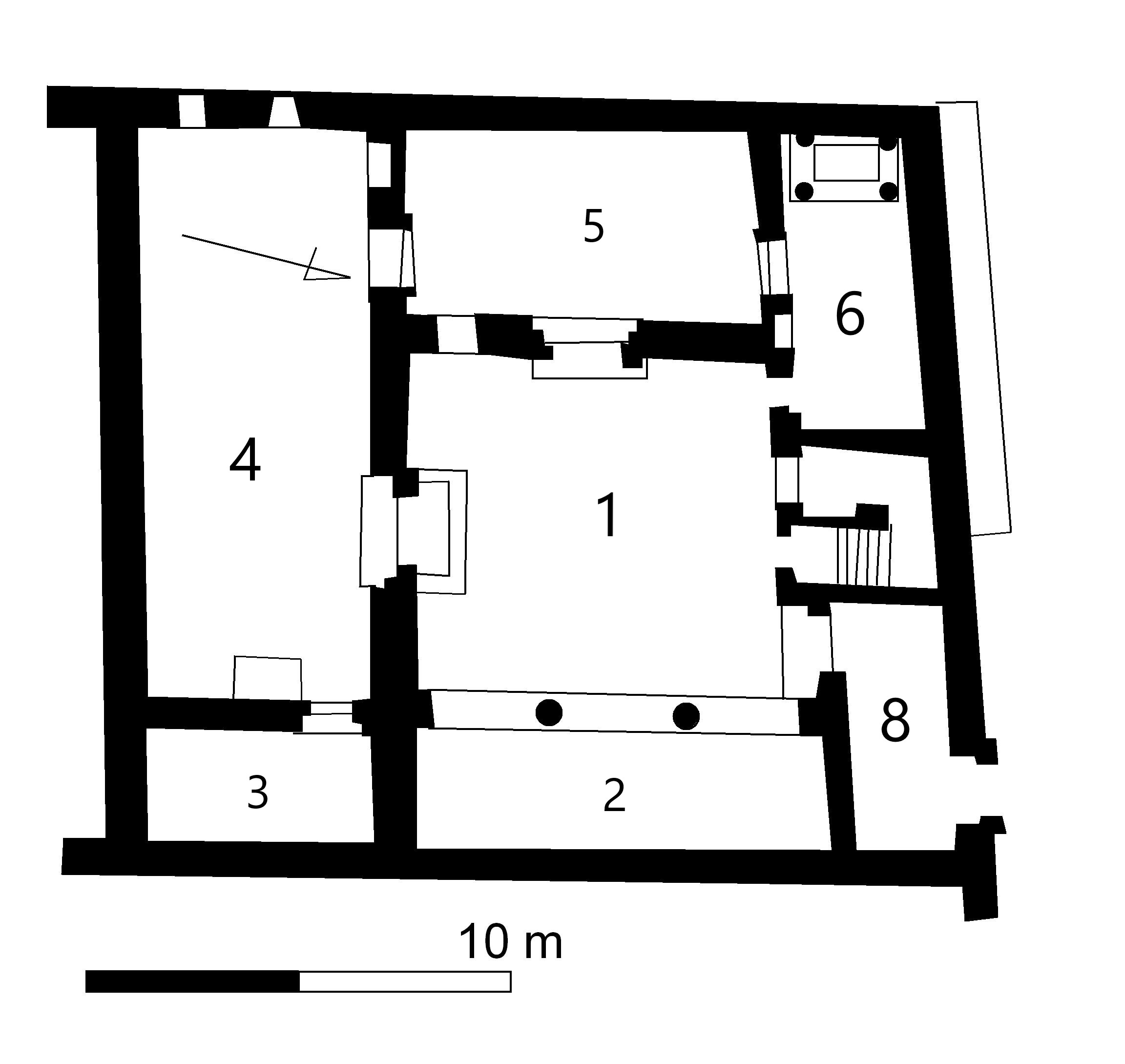
Plano de la domus Ecclesiae de Dura-Europos: 1. Patio; 2. Pórtico; 3. Estancia; 4. Sala de reunión; 5. Estancia; 6. Baptisterio; 8. Vestíbulo.

En los dos primeros siglos los cristianos celebraban sus reuniones y liturgias en casas particulares. Los primeros testimonios fidedignos sobre edificios específicos para realizarlas son de principios del siglo III y el primer resto arqueológico de un templo cristiano, en realidad una casa adaptada a las necesidades del culto (domus ecclesiae), es la llamada iglesia de Dura-Europos, a orillas del Éufrates (el yacimiento, que data de la primera mitad del siglo, fue excavado y estudiado por arqueólogos franceses y estadounidenses después de la I Guerra Mundial).
En cuanto a las imágenes durante los dos primeros siglos los cristianos rechazaron su uso basándose tanto en lo que decía el Nuevo Testamento como el Antiguo Testamento. En el Evangelio de Juan podían leer que Jesús había dicho: «Se acerca la hora o, mejor dicho, ha llegado ya, en la que los verdaderos adoradores darán culto al Padre en espíritu y verdad, porque el Padre busca a personas que lo adoren así. Dios es espíritu y los que le adoran conviene que le den culto en espíritu y verdad» (Jn 4:23). Mucho más contundente era el Antiguo Testamento que en varios pasajes prohibía expresamente fabricar imágenes, con la finalidad de prevenir la idolatría. Por ejemplo, en el Deuteronomio se decía:

Tened mucho cuidado: el día en que Yahvé os habló en el Horeb desde el fuego nos visteis ninguna figura. Nos os corrompáis fabricándoos escultura, figura de algún ídolo, imágenes masculinas o femeninas, imagen de algún animal de la tierra, imagen de cualquier ave que vuela por el cielo, figura de algún ser que se arrastra por el suelo, imagen de cualquier pez que vive en las aguas debajo de la tierra. Al alzar tus ojos al cielo y ver el sol, la luna, las estrellas y todo el cortejo celeste, no te dejes arrastrar hasta prosternarte ante ellos y darles culto porque el Señor su Dios creó los astros para todos los pueblos del mundo. (Dt 4:15-19)

A este pasaje del Antiguo Testamento se refirió Clemente de Alejandría cuando escribió:

Moisés muchos siglos antes legisló que no se hiciese imagen ninguna ni grabada, ni fundida, ni modelada o esculpida, ni pintada, para que no atendamos a las cosas sensibles sino que busquemos lo que se percibe por la inteligencia. Porque la costumbre del uso frecuente de la vista hace despreciar la majestad de la divinidad; y venerar la esencia inteligible por medio de la materia es deshonrarla por el sentido.

Sin embargo, a partir siglo III las comunidades cristianas comenzaron a utilizar imágenes, a pesar de las críticas, como la del obispo Eusebio de Cesarea, y de las prohibiciones (como la del Concilio de Elvira, celebrado alrededor del año 300, cuyo canon 36 prohibía que se pintara en las paredes lo que se venera y adora). En el siglo siguiente ya fueron admitidas como algo normal (Epifanio de Salamina fue uno de los pocos autores cristianos que siguieron oponiéndose). El historiador Manuel Sotomayor señala como factor fundamental que explicaría la aceptación final de la imagen por los cristianos «la realidad omnipresente de la imagen» en la sociedad romana, al que habría que añadir «la progresiva lejanía de los momentos fundacionales, juntamente con el crecimiento del número de fieles, la necesidad humana de lo palpable y sensible, la presión ejercida por las costumbres icónicas de las otras religiones en pleno vigor todavía. A posteriori se añadirá también la función instructora y pastoral de las representaciones plásticas».
Las pinturas de las catacumbas
Las primeras pinturas cristianas que se han conservado son las que decoran las catacumbas, especialmente las excavadas en los alrededores de Roma. El estilo de las pinturas era el mismo que el del arte romano de la época y se recurrió también a su repertorio iconográfico dándole un nuevo significado. Es el caso del crióforo (el pastor que lleva la oveja o el carnero sobre sus hombros), convertido en el Buen Pastor; el de la figura, frecuentemente femenina, con los brazos alzados, símbolo de la pietas, convertida en el orante; o el Endimión en reposo utilizado para representar al Jonás que reposa bajo la cucurbitácea.

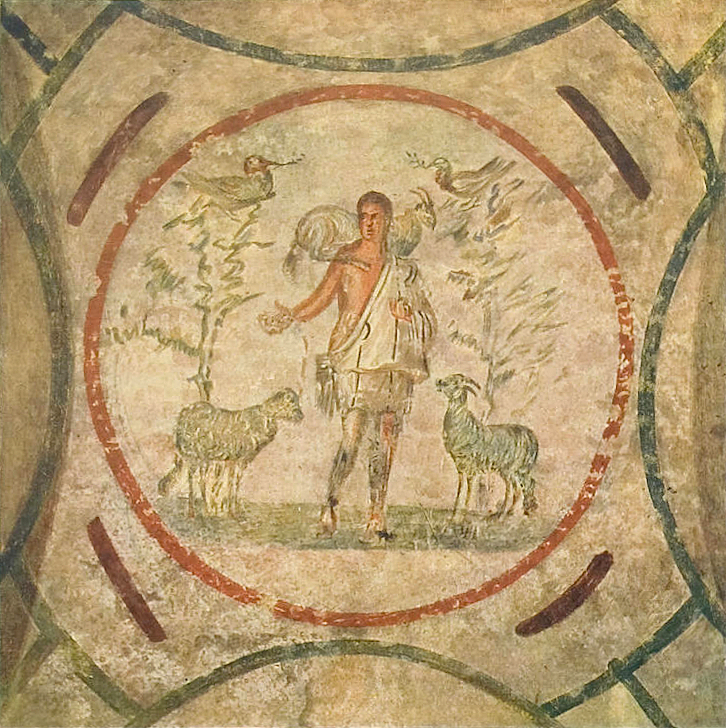
Pintura de las catacumbas de Priscila que representa al Buen Pastor.

Representan escenas del Antiguo Testamento y del Nuevo Testamento pero, como ha destacado Manuel Sotomayor, no son «meras ilustraciones gráficas de lo narrado en las Escrituras» sino «verdaderos emblemas creados, podríamos decir "manipulados", para convertirlos en un medio de expresión simbólico, un auténtico recordatorio de una idea o una serie de ideas o sentimientos... [que] solamente quien está en antecedentes puede entender lo que significan». Sotomayor pone el ejemplo de la escena de la curación del paralítico en Cafarnaún que se suele representar con un personaje con un gran lecho a cuestas. Sólo el que conozca los pasajes evangélicos de Mt 9:1-8, o Mr 2:1.12 o Lc 5:17-26 podrá interpretarlo correctamente al recordar la frase de Jesús: «levántate, toma tu camilla y vete a tu casa».
Sotomayor también destaca el uso de determinados atributos o utensilios con significado simbólico, como el volumen o rollo que algunos personajes llevan en la mano que los señala como unas personas cultas, o la vara taumatúrgica que «sirve para hacer ver que el personaje que toca con ella algún objeto o persona está realizando un milagro». Sotomayor también advierte que el espectador actual puede malinterpretarlos como cuando ve un brazo derecho con solo dos dedos extendidos, el índice y el corazón, y entiende que está bendiciendo, cuando lo que en realidad está haciendo es hablando, está orando (así, una mano con esos dos dedos extendidos que surge de una nube no es la mano, sino la voz de Dios).
Sotomayor hace una relación de los mensajes transmitidos por las pinturas de las catacumbas: «la confianza en la paz alcanzada por el difunto (escenas bucólicas, la Pietas), la confianza en el poder salvador de Dios o de Cristo (Noé salvado de las aguas del diluvio, Daniel salvado de los leones, los jóvenes judíos salvados del fuego del horno de Babilonia, Jonás salvado del vientre del monstruo marino, milagros de curación de Cristo), la esperanza en la resurrección (quizás algunas escenas de Jonás, resurrección de Lázaro y otras escenas evangélicas de resurrección), la eucaristía (bodas de Caná, multiplicación de los panes, posiblemente algunas de las numerosas escenas de banquetes) y la penitencia (curación del paralítico, curación del ciego)».
Los sarcófagos

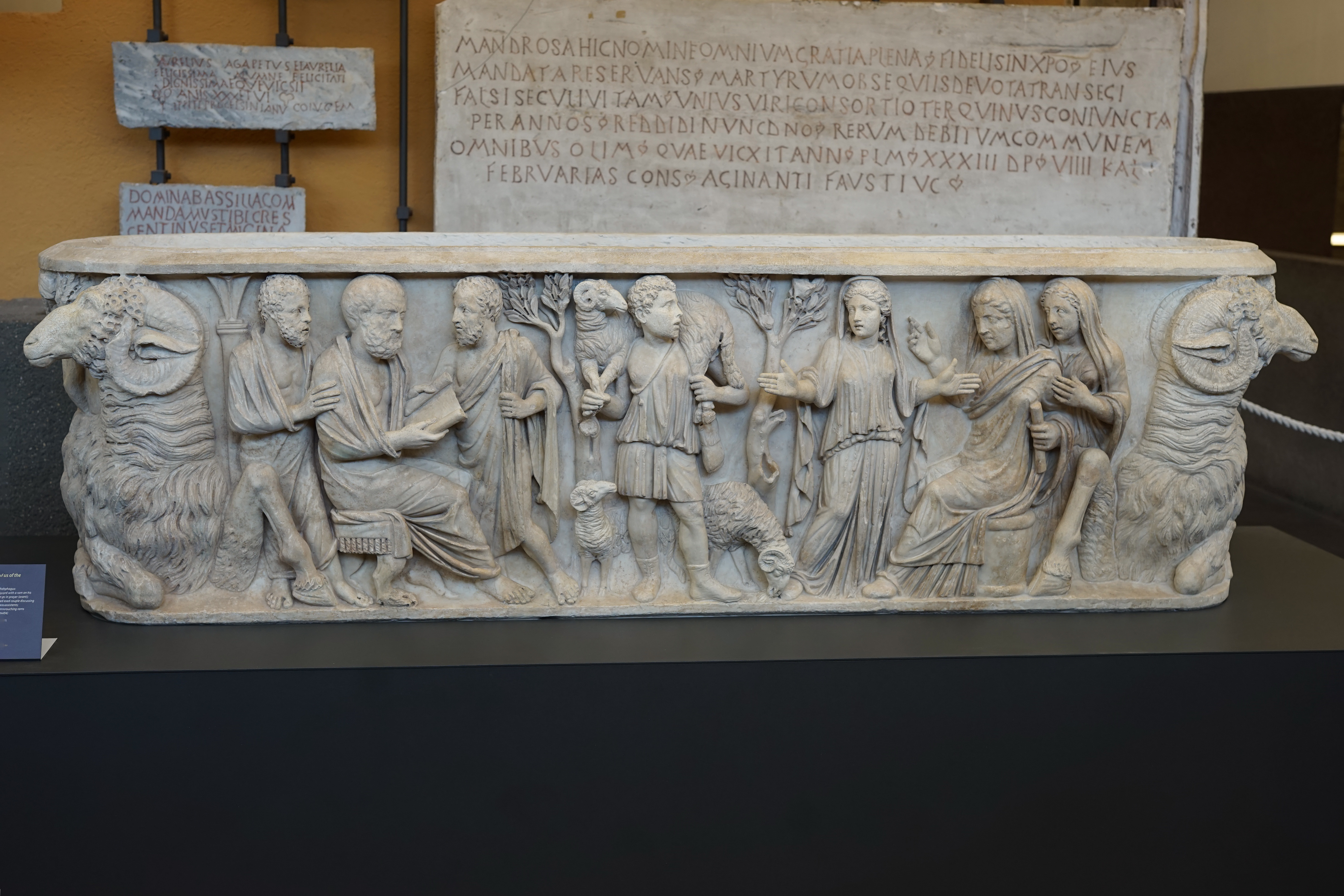
Sarcófago de la Via Salaria (segunda mitad del. Aparece el tema del filósofo, acompañado de las figuras del pastor (crióforo) y de la Pietas, pero es difícil saber si se trata de un sarcófago cristiano o «pagano».

Tras las pinturas de las catacumbas el otro medio en que se plasman imágenes cristianas es en los relieves de los sarcófagos. Los más antiguos utilizan la misma iconografía que la de los sarcófagos  «paganos» por lo que resulta muy difícil distinguirlos —teniendo además  presente que fueron esculpidos por los mismos talleres—. De la segunda mitad del siglo III datan los que presentan ya algún rasgo cristiano. como el sarcófago de la Iglesia de Santa María Antigua, en Foro romano, que a la escena del filósofo junto a la figura del Buen Pastor y del Orante se añaden dos escenas bíblicas: el ciclo de Jonás y el bautismo de Jesús. Pero habrá que esperar al siglo IV, tras la conversión de Constantino de 312, para que predominen los sarcófagos con imágenes de significado claramente cristiano.